# 中津川市立阿木中学校
中津川市立阿木中学校（なかつがわしりつ あぎちゅうがっこう）は、岐阜県中津川市にある公立中学校。
阿木小学校の児童が進学する。

## 沿革
- 1947年（昭和22年）4月 - 恵那郡阿木村に阿木村立阿木中学校として開校。阿木小学校の校舎の一部を仮校舎とする。
- 1951年（昭和26年） - 校舎を新築。
- 1957年（昭和32年）11月1日 - 阿木村が中津川市に編入される。同時に中津川市立阿木中学校に改称する。
- 1983年（昭和58年） - 校舎を新築（鉄筋コンクリート造2階建）する。